# Іщенко Іван Володимирович
Іван Володимирович Іщенко (нар. 21 липня 1984 року, в с. Єлизаветівка, Тарутинського району Одеської області) — український поліцейський, полковник поліції, доктор юридичних наук. 
З 11 жовтня 2023 року — начальник Головного управління Національної поліції України в Чернігівській області.

## Життєпис
Іван Іщенко народився 21 липня 1984 року в селі Єлизаветівка, Тарутинського району Одеської області. У 2001 році із відзнакою закінчив Богданівську середню школу Тарутинського району Одеської області. Має спортивні досягнення — виконав норматив кандидата в майстри спорту з вільної боротьби.
З 2001 по 2005 рік навчався в Одеському юридичному інституті Національного університету внутрішніх справ. 
У 2005 році після завершення навчання розпочав службу в органах внутрішніх справ на посаді оперуповноваженого відділення карного розшуку Тарутинського районного відділу міліції УМВС України в Одеській області. 
Протягом служби в ГУНП в Одеській області обіймав посади від оперуповноваженого до начальника Тарутинського районного відділу міліції (призначений у 2011 році).  
У 2014 році Іван Іщенко обійняв посаду начальника управління громадської безпеки Головного управління МВС України в Одеській області. 
У період з липня по серпень 2015 року перебував у службовому відрядженні у складі сил та засобів, які залучаються та беруть безпосередню участь в Антитерористичній операції на території Донецької та Луганської областей. 
З листопада 2015 року проходить службу в Національній поліції України. 
До 2020 року обіймав посади начальника управління превентивної діяльності та заступника начальника ГУНП в Одеській області.
З червня 2020 року по жовтень 2023 року був начальником ГУНП у Вінницькій області.
За керівництва Івана Іщенка у регіоні вперше в Україні було повністю реалізовано проєкт «Поліцейський офіцер громади» в усіх 63 територіальних громадах.
За його ініціативи було впроваджено систему контролю за дотриманням прав людини «Custody Records», реалізація якої була завершена у всіх базових територіальних підрозділах поліції Вінниччини у 2022 році.
З 11 жовтня 2023 року і по теперішній час Іщенко обіймає посаду начальника Головного управління Національної поліції в Чернігівській області.

## Освіта
2005 — закінчив Одеський юридичний інститут Національного університету внутрішніх справ.
2006 — закінчив Київський національний університет внутрішніх справ, отримав диплом магістра за спеціальністю “Правознавство”.
2010 — закінчив Академію управління Міністерства внутрішніх справ України.
2019 — захистив кандидатську дисертацію в Харківському національному університеті внутрішніх справ за спеціальністю «Адміністративне право і процес; фінансове право; інформаційне право», здобув науковий ступінь кандидата юридичних наук.
2024 — захистив дисертацію за своєю науковою спеціальністю та здобув науковий ступінь доктора юридичних наук.

## Нагороди
Відзнаки МВС України:
- «За відзнаку в службі» II та I ступенів;
- «За сумлінну службу» III ступеня;
- Нагрудний знак «За безпеку народу»;
- Вогнепальна зброя.

Відзнаки Національної поліції України:
- Медалі «15 років сумлінної служби» та «20 років сумлінної служби».

Відзнака Президента України:
- «За участь в антитерористичній операції».